# إبراهيم الحربي (لاعب كرة قدم مواليد 1995)
إبراهيم مرشد الحربي (مواليد 25 مارس 1995) هو لاعب كرة قدم سعودي يلعب حالياً في نادي الجندل.

## مسيرة اللاعب
لعب في نادي الأنصار ونادي الفيحاء ونادي الجبلين والنادي العربي ونادي العروبة ونادي الجندل.